# Административное деление СССР на 1 января 1928 года

## СССР. 1 января 1928 года
СССР делился на республики
- общее число союзных республик — 6
- общее число основных республик ЗСФСР — 3
- общее число автономных республик — 16
- общее число автономных областей — 17
- общее число губерний — 33
- общее число краёв и областей — 2
- общее число округов — 129
- столица СССР — город Москва
- список республик:

1. РСФСР (г. Москва)
  1.     1. Башкирская АССР (г. Уфа)
    2. Бурят-Монгольская АССР (г. Верхнеудинск)
    3. Дагестанская АССР (г. Петровск-Порт)
    4. Казакская АССР (г. Алма-Ата, до 29 апреля 1927 года — г. Кзыл-Орда)
    5. Карельская АССР (г. Петрозаводск)
    6. Киргизская АССР (г. Фрунзе)
    7. Крымская АССР (г. Симферополь)
    8. АССР Немцев Поволжья (г. Поволжск)
    9. Татарская АССР (г. Казань)
    10. Чувашская АССР (г. Чебоксары)
    11. Якутская АССР (г. Якутск)
2. Украинская ССР (г. Харьков)
  1.     1. Молдавская АССР (г. Балта)
3. Белорусская ССР (г. Минск)
4. ЗСФСР (г. Тифлис)
  1. Азербайджанская ССР (г. Баку)
    1. Нахичеванская АССР (г. Нахичевань)

  2. Армянская ССР (г. Эривань)
  3. Грузинская ССР (г. Тифлис)
    1. Абхазская АССР (г. Сухум)
    2. Аджарская АССР (г. Батум)
5. Туркменская ССР (г. Ашхабад, до 1928 года — Полторацк)
6. Узбекская ССР (г. Самарканд)
  1.     1. Таджикская АССР (г. Дюшамбе)